# Resolución 1507 del Consejo de Seguridad de las Naciones Unidas
La resolución 1507 del Consejo de Seguridad de las Naciones Unidas, adoptada por unanimidad el 12 de septiembre de 2003, tras reafirmar todas las resoluciones sobre la situación entre Eritrea y Etiopía, en particular la Resolución 1466 (2003), el Consejo prorrogó el mandato de la Misión de las Naciones Unidas en Etiopía y Eritrea (MINUEE) hasta el 15 de marzo de 2004. 
La resolución fue adoptada después de que el Secretario General Kofi Annan informara que tanto Etiopía como Eritrea no habían logrado iniciar un diálogo político, lo que dio lugar a una " paz fría ".  Ambos países habían acordado reconocer la nueva demarcación fronteriza, aunque ésta no había sido implementada. 

## Resolución
El Consejo de Seguridad reafirmó su apoyo al proceso de paz entre ambos países y al papel desempeñado por la MINUEE para facilitar la aplicación del Acuerdo de Argel y la decisión de la Comisión de Límites sobre la frontera mutua. El proceso de paz estaba entrando en una etapa crucial y el Consejo expresó preocupación por las demoras en el proceso de demarcación, en particular los costos de funcionamiento de la MINUEE. Hubo preocupación por la continua crisis humanitaria en ambos países y sus implicaciones para el proceso de paz. Exigió que tanto Etiopía como Eritrea permitieran a la MINUEE completa libertad de movimiento y pidió que se pusiera fin a las incursiones en la Zona Temporal de Seguridad (ZTS).
La resolución prorrogó el mandato de la MINUEE al nivel actual de tropas de 4.200, de conformidad con la Resolución 1320 (2000). Se solicitó que se iniciara la demarcación de la frontera según lo programado por la Comisión de Límites.  Se instó a ambas partes a cumplir sus compromisos en virtud del Acuerdo de Argel y a cooperar con la Comisión de Límites para que ésta pudiera cumplir su mandato.  Se instó además a las partes a cooperar con la MINUEE, proteger al personal de las Naciones Unidas y establecer un corredor aéreo entre las capitales de Addis Abeba y Asmara para facilitar la labor de la operación y reducir los costos adicionales.
El Consejo reafirmó la importancia del diálogo entre ambos países y la normalización de sus relaciones diplomáticas, y señaló que se supervisarán los avances logrados. Acogió con satisfacción las contribuciones al proceso de demarcación y pidió más asistencia de la comunidad internacional .